# 金融サービス
金融サービス（きんゆうサービス、英語: Financial services）は金融業務とも呼ばれ、金融業界内で行われているまたは企業内でお金に関して行われている全ての業務、すなわち銀行、クレジットカード、保険、会計、証券取引、投資ファンドなどの業務を指す。

## 参照
- 金融機関
- 金融サービス制度を検討する会
- 日本の金融庁、イギリスの金融サービス機構（FSA）など
- 銀行・証券・金融サービス向けソリューション - 日本|IBM